# Чарльз Блісс
Чáрльз Блісс, AM (нім. Karl Kasiel Blitz; нар. 1897, Чернівці, Австро-Угорщина — пом. 13 липня 1985, Сідней, Австралія) — інженер-хімік, винахідник мови символів, яка носить його ім'я — Blissymbolics.

## Дитинство і юність
Чарльз Блісс народився в Австро-угорській імперії у Чернівцях (нині Україна). Його батько був талановитим оптиком та механіком, тому Чарльз також обрав для себе кар'єру інженера. 1905 року Чарльз побачив слайдовий фотозвіт з експедиції дослідження Північного полюсу і відкриття Землі Франца-Йосифа. Це також надихнуло його на остаточний вибір професії для того, щоб покращити технології в житті звичайних людей.
Незважаючи на неблагополучний фінансовий стан багатодітної сім'ї, Чарльз Блісс таки отримав вищу освіту у столиці монархії — Відні. 1922 року Чарльз отримав диплом інженера-хіміка. Пізніше він працював у галузі досліджень і очолив у Відні патентне бюро.

## Друга світова війна
З приходом Гітлера до влади в Німеччині і після аншлюсу Австрії до Німеччини, Чарльз Блісс вперше потрапляє до концентраційного табору Дахау, а пізніше до Бухенвальду.
Проте, завдяки старанням його дружини Клер, його звільнили з умовою, що він покине Німеччину. Чарльз емігрував до Великої Британії, але через початок Другої світової війни Клер не змогла поїхати за ним. Вона повернулася до сім'ї на території Румунії, щоб рушити далі до друзів у Грецію, подалі від військових дій. Проте з вторгненням італійських військ у Грецію, вона вирішила переїхати до двоюрідного брата в Шанхай.